# Dörtkilise

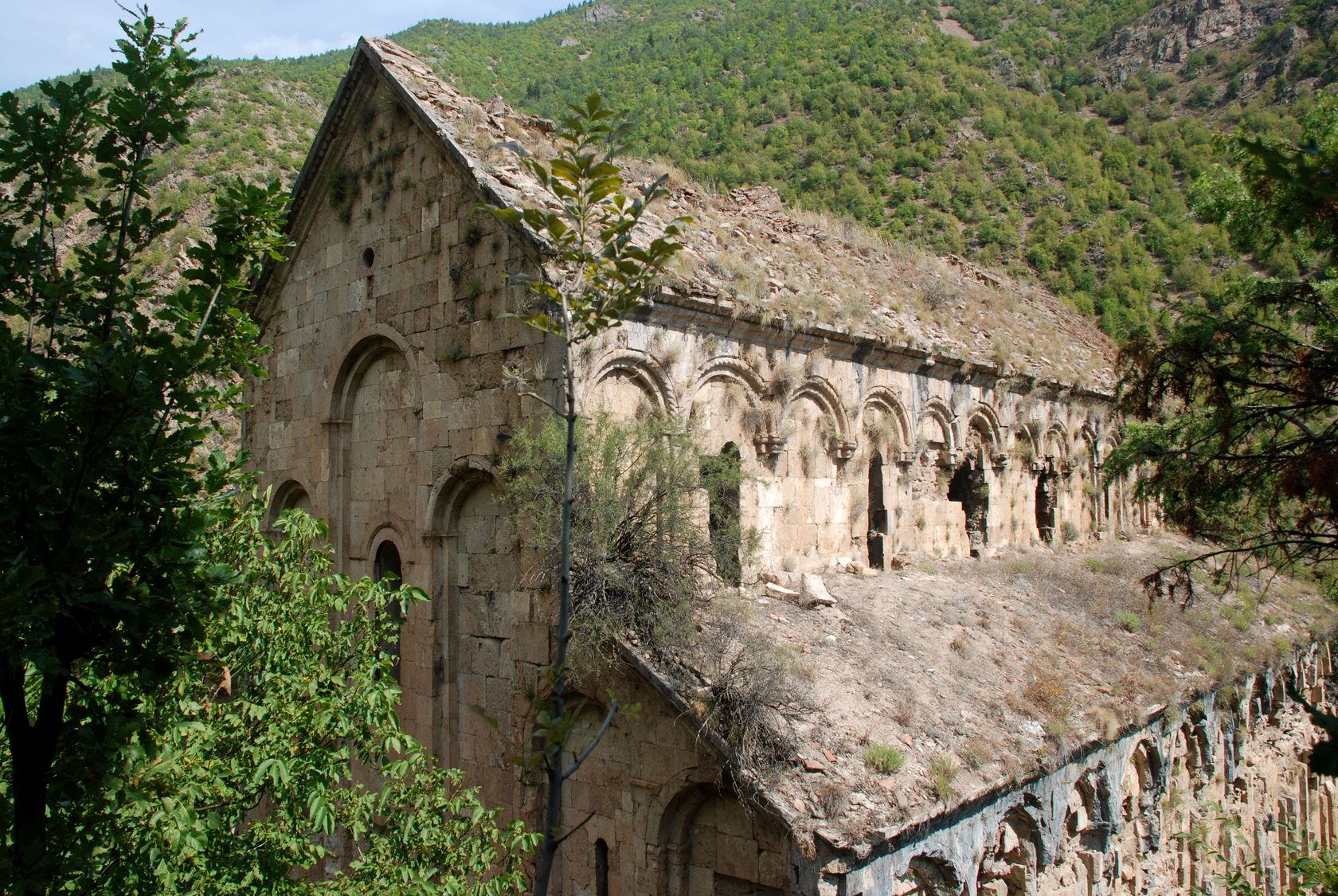
Ansicht von Südwesten

Dörtkilise (türkisch, „vier Kirchen“), georgisch ოთხთა ეკლესია, Otchta Eklesia („Kirche der Vier“), ist eine ehemalige georgische Klosterkirche aus dem 10. Jahrhundert im Nordosten der Türkei. Die gut erhaltene Ruine gehörte zusammen mit anderen Baudenkmälern in der abgelegenen Bergregion südlich der Kaçkar Dağları zum mittelalterlichen georgischen Königreich Tao-Klardschetien.

## Lage
Koordinaten: 40° 48′ 51″ N, 41° 28′ 16″ O
Die Kirche steht in 1350 Metern Höhe auf einer Kuppe der bewaldeten und wasserreichen südlichen Ausläufer des Kaçkar Dağı. Mit über 3900 Metern ist dies der höchste Gipfel der parallel zur Küste des Schwarzen Meeres verlaufenden Gebirgskette. Dörtkilise ist von der Straße im Tal des Çoruh aus erreichbar, die İspir mit Yusufeli verbindet. Der Abzweig befindet sich in der gleichnamigen Siedlung am Flussufer sieben Kilometer südwestlich von Yusufeli. Von hier führt ein Fahrweg in einem Seitental an einem Bach entlang weitere sieben Kilometer in die Berge. Zwischen den auch im Hochsommer saftig-grünen Kuhwiesen im Tal gedeihen Walnussbäume, Pfirsiche, Trauben, Kürbisse und sonstiges Gemüse. Bergaufwärts ist die Kirche kaum zu sehen, da sie direkt oberhalb des Weges hinter Bäumen verborgen ist. Einen Kilometer nach der Kirche beginnt eine Streusiedlung mit Gehöften, in denen Rinder gehalten werden. Die steilen Bergtäler mit fruchtbaren Böden in der gesamten Region erhalten reichlich Niederschläge, die Dörfer waren deshalb in der Geschichte stets relativ groß und wohlhabend. Bis heute sind viele der Dorfbewohner georgischer Abstammung.

## Geschichte

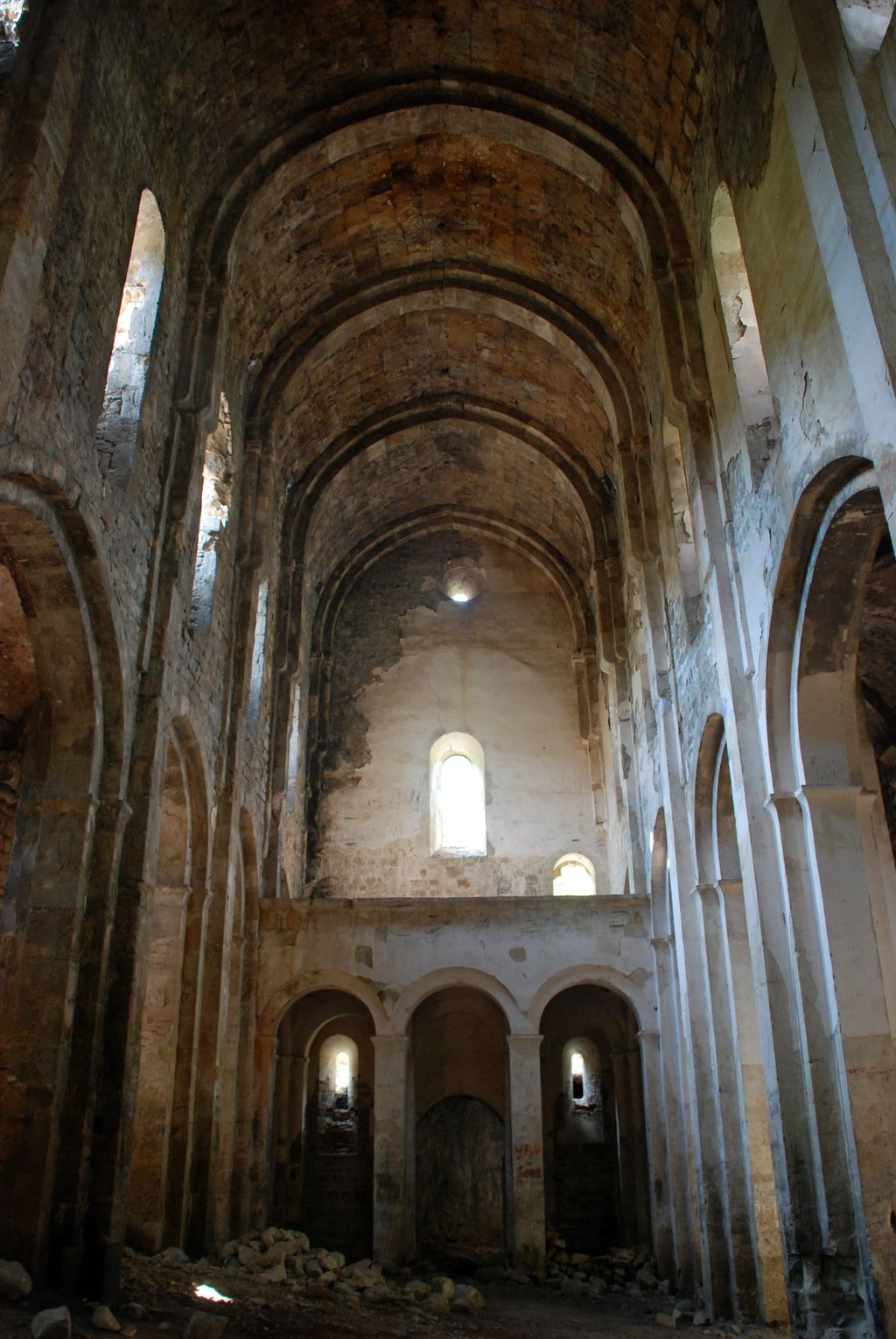
Mittelschiff und Empore der Westwand

Im 9. und 10. Jahrhundert wurden zahlreiche Kirchen und Klöster in Tao-Klardschetien errichtet, das als einziges der georgisch-christlichen Gebiete außerhalb der arabischen Einflusssphäre lag, bevor es Ende des 10. Jahrhunderts mit drei weiteren Fürstentümern zum Königreich Georgien vereint wurde. Dörtkilise gehört zu den wenigen frei in der Landschaft stehenden Kirchen, die meisten befinden sich in oder am Rand von Dörfern, einige wurden zu Moscheen umgewidmet.
Allgemeine Charakteristika georgischer Kirchen sind ihre relativ schlichte, aber beeindruckend hohe Bauweise und Blendarkaden um die Fenster an den Außenwänden. Der Grundriss des Langhauses wird mit dem einer Kreuzkuppelkirche kombiniert, deren Kuppel über dem Altarraum von einem durchfensterten Tambour erhöht wird. Vorläufer dieser Bauform sind georgische Basiliken aus dem 6. Jahrhundert, die um das 10. Jahrhundert vergrößert und massiv erhöht wurden.
Dörtkilise wird erstmals unter der Bezeichnung „Laura mit den vier Kirchen“ im 10. Jahrhundert in einer Heiligenbiographie erwähnt. Das Gebäude dürfte vor der Herrschaft von David III., David dem Großen (reg. 961–1000) oder – Inschriften zufolge, die sich auf David beziehen – in den 960er Jahren, genauer zwischen 961 und 965, mit Stein- und Ziegelwänden errichtet worden sein; das heutige Aussehen der Steinquaderwände stammt aus späteren Umbauten. 
Neben Dörtkilise sind die am besten erhaltenen georgischen Kirchen der Region Öşk Vank, Haho, İşhan und Barhal; letztere ist ein wenig später entstandener, nahezu schmuckloser Nachbau der Dörtkilise.

## Bauform

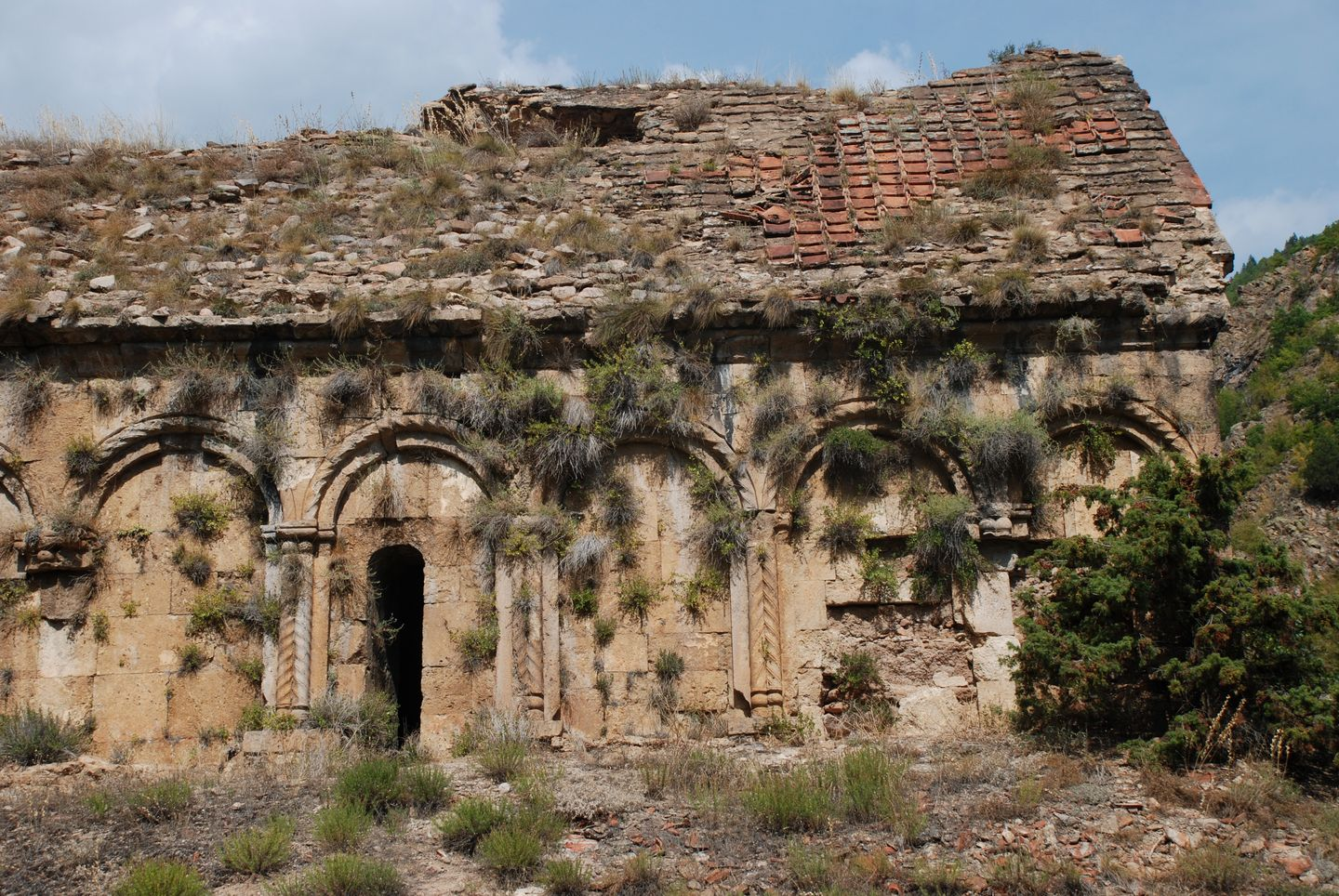
Östlicher Teil des Obergadens von Süden. Gedrehte Doppelsäulen und erhaltene Dachziegel

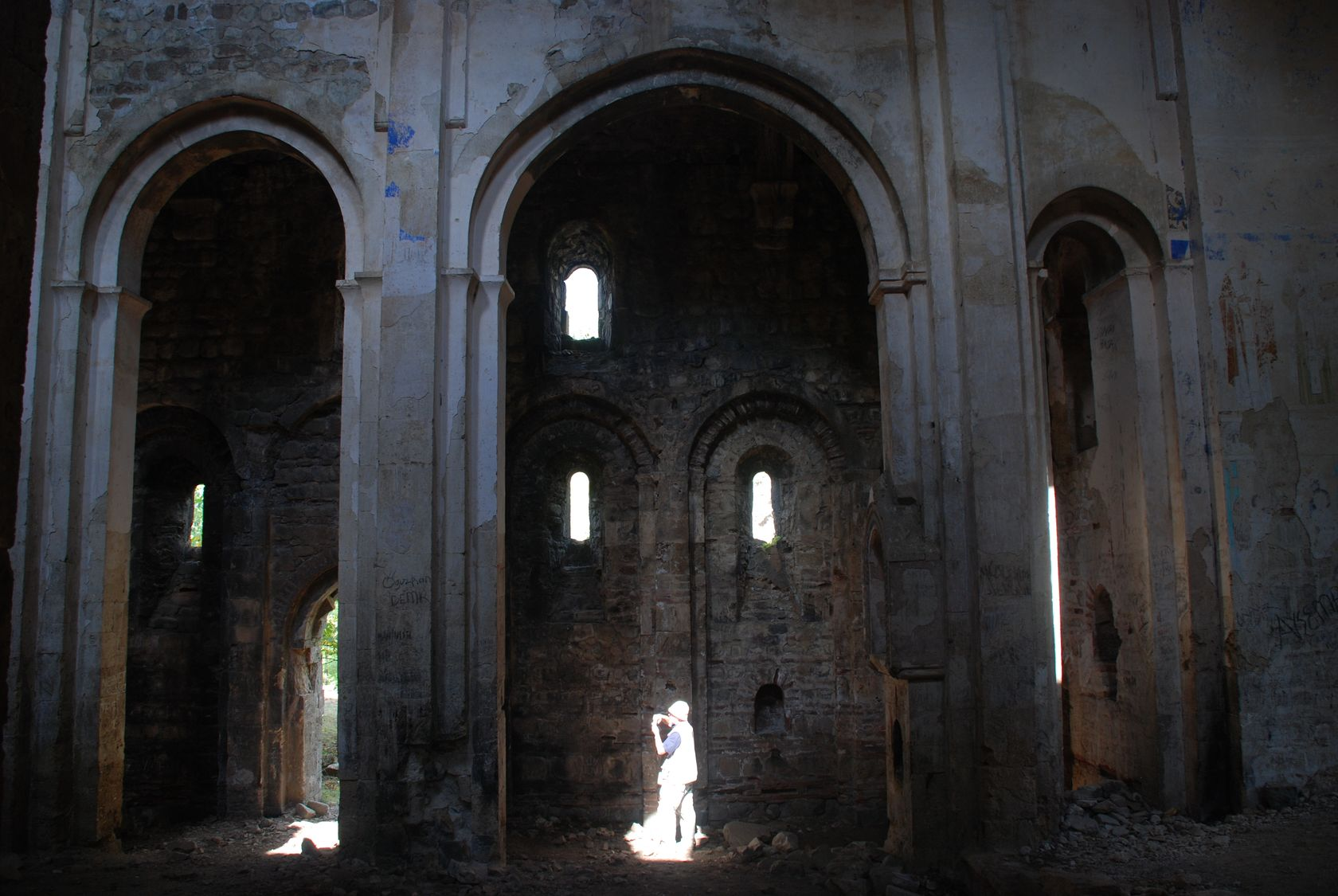
Nördliche Pfeilerreihe. Verbreiteter Jochbogen vor dem Altarraum

Die Außenwände der dreischiffigen Basilika sind sorgfältig aus gelbbraunen Sandsteinquadern gefügt. Das Gebäude mit einer Grundfläche von 28,5 × 18,6 Metern erhebt sich auf einem zweistufigen Sockel und ist bis auf einige Lücken im Dach und abgegangenen Schmuckformen an den Außenwänden gut erhalten. Einige Steine an der nördlichen und südlichen Außenwand verschwanden bei Plünderungen. Es gab jeweils einen Eingang in der Nord-, Süd- und Westwand. Das Gebäude steht heute offen und ist innen leer, der Boden ist in unterschiedlichem Maß durch Bauschutt erhöht. Er war ursprünglich mit quadratischen Steinplatten ausgelegt. Dem Namen nach muss es in der Nachbarschaft drei weitere Kirchengebäude gegeben haben. Von diesen ist nur die Ruine einer einschiffigen Kapelle im Südosten erhalten.
Die Gliederung der Längswände und der Obergaden erfolgt durch Reihen von durchgängig 1,85 Meter breiten Blendnischenarkaden. An den beiden Giebelseiten wird ihre Höhe von der Dachneigung bestimmt. Die Ostfassade wird von elf Rundbogenfenstern in zwei Etagen und drei Rundfenstern oben am Dachgiebel durchbrochen. Das einzige große Fenster mit 2,16 Metern Höhe und 1,08 Metern Breite befindet sich in der Mitte der Apsis. Die Blendbögen an den Obergaden ruhen auf vorgestellten gekoppelten Rundsäulenpaaren, die gegeneinander gedreht sind, ebenso spiralig gedreht sind die Bogenwülste darüber. Der massive Baukörper erhält seine Eleganz durch die an beiden Stockwerken einander entsprechende, gleichmäßige Reihung der Arkaden. Die überproportionale Höhe von 22 Metern wird nur an den Giebelwänden und innen im Mittelschiff erkennbar. Von der ursprünglichen Dachdeckung sind noch einige, in Zement eingelegte Tonplatten erhalten.
Die Tonnengewölbe der drei Kirchenschiffe werden von massigen Pfeilerpaaren getragen, die quer durch Gurtbögen miteinander verbunden sind. Von den fünf Jochen in Längsrichtung sind die drei hinteren gleich weit, das zweite Joch gesehen vom Altarraum wurde deutlich verbreitert auf Kosten des ersten Pfeilerzwischenraums, der niedriger als die übrigen ist und zusammengestaucht wirkt. Dieses erste Pfeilerpaar steht somit nicht mehr in der Flucht der Gurtbögen in den äußeren Gewölben. Die Verbreiterung wurde wohl während der Bauzeit durchgeführt, um mit dem Raumeindruck eines Querschiffs den Platz vor dem Altarraum hervorzuheben. Die Galerie an den Seiten des Kirchenschiffs war früher direkt von außen durch eine 2,1 Meter hohe und einen Meter breite Tür an der Westseite (im dritten Bogenfeld von Norden) erreichbar. Die Tür liegt drei Meter über dem heutigen Bodenniveau, es gab wohl früher eine Holzleiter nach oben.
Die halbrunde zentrale Apsis innerhalb der geraden Ostwand ist seitlich von rechteckigen Nebenräumen (Pastophorien) umgeben, die nur über die Seitenschiffe zugänglich sind. Deren Obergeschosse sind durch jeweils zwei schlanke Rundbogenfenster mit den Seitenschiffen verbunden und erhalten spärlich Licht durch jeweils zwei kleine Fenster in der Ostwand.
An der Apsis sind Freskomalereien in schlechtem Zustand zu sehen, die in fünf Zonen übereinander die gesamte Wandfläche ausfüllen. Sie wurden Anfang der 960er Jahre, also noch während der Bauzeit angebracht. Die Szenen der beiden unteren Zonen, in denen das Leben Jesu dargestellt wurde, sind nur noch schwer erkennbar. Die dritte, am besten erhaltene Zone auf der Höhe des einzigen Apsisfensters zeigt in der Mitte die betende Mutter Maria flankiert von Engeln, auf der rechten Seite Johannes den Täufer und auf beiden Seiten weiter außen Apostel, die Bücher oder Schriftrollen halten. In der gewölbten Laibung über dem Fenster befindet sich ein Medaillon mit der Büste einer Frau vor blauem Hintergrund, die in ihrer linken Armbeuge ein Modell der Kirche hält. Es handelt sich wohl um die heilige Nino, die als die erste Christin Georgiens verehrt wird. Die rechte Seite der Fensterlaibung zeigt Mose, wie er aus der Hand Gottes die Gesetzestafeln erhält, während er sein Gesicht vor Gott abwendet. Links begrüßt der Priester Melchisedech aus Jerusalem Abraham mit einem Tablett in den Händen, um Brot und Wein zu übergeben. Mit dem Dargebotenen wird zugleich die Eucharistie symbolisiert.

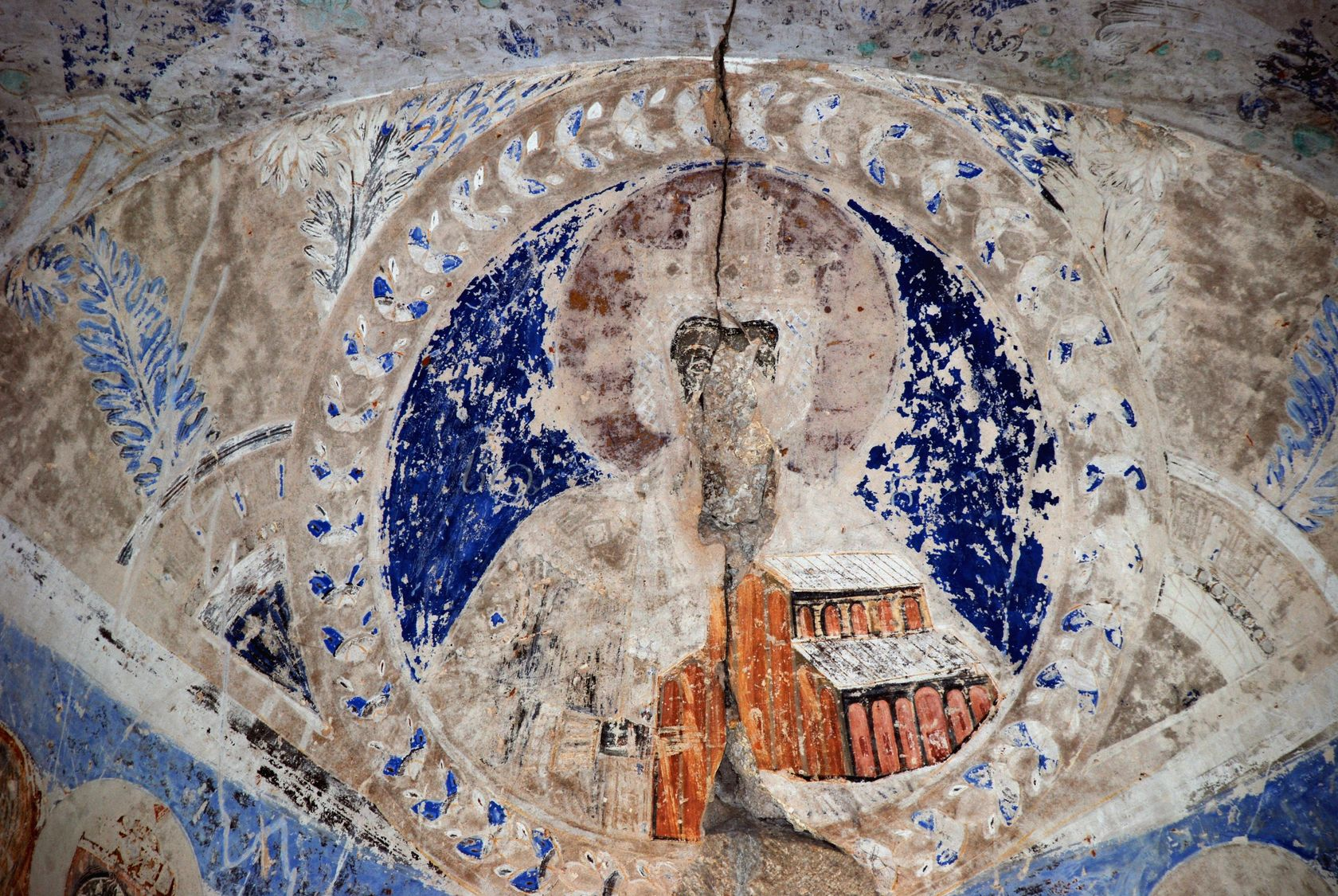
Heilige Nino mit Modell der Kirche über dem Apsisfenster

Links und rechts neben dem Apsisfenster stehen überlebensgroße Propheten und Kirchenväter in einer Reihe, deren Identität sich mit Ausnahme von zweien nicht mehr feststellen lässt. Die beiden Figuren direkt neben der Fensterlaibung sind Salomo auf der rechten und David auf der linken Seite. Salomo wird als junger Mann gezeigt, wie er seine rechte Hand zum Himmel erhebt. Die Figuren der obersten Zone sind in ihrer unteren Hälfte zerstört. Erkennbar sind unter anderem eine Kreuzigung, der Engel vor Jesu leerem Grab und Jesus, wie er im Olivengarten von Getsemani auftaucht. Das um die Heilsgeschichte Jesu herum aufgerollte Gesamtprogramm ist außergewöhnlich umfassend.
Mit der Westseite der Kirche war seit der Zeit Davids III. ein länglicher Vorbau über einen als Narthex dienenden Raum mit der Kirche verbunden, jedoch gab es keine Verbindungstür zwischen diesem Raum und dem Vorbau. Der langgestreckte Bau von 17 × 5,5 Metern öffnete sich nur an seiner nördlichen Schmalseite zu einem weiteren, 13 × 20,8 Meter großen Gebäude im Nordwesten, das einst von zwei Tonnengewölben über einer Pfeilerreihe überdacht war. Das große Gebäude dürfte das Refektorium (Speisesaal) des Klosters gewesen sein, das schmale wird als Skriptorium (Schreibstube) bezeichnet. Von beiden Bauten sind kaum noch Reste erhalten.
Dagegen stehen noch die Außenmauern einer kleinen Grabkapelle 6,5 Meter von der Südostecke der Kirche entfernt. Diese war zweigeschossig, von einem Tonnengewölbe überdeckt und maß außen 10,2 × 6,55 Meter. Der Eingang befand sich vermutlich im Westen, eine Rundapsis schloss den Raum im Osten ab.
Wie bei den Klöstern üblich gab es auch hier in der näheren Umgebung dazugehörige Außengebäude. Einen Kilometer nördlich fand man auf der linken Seite des Bachs die geringen Reste einer 5,5 × 3,5 Meter großen Kapelle, bestehend aus einem Raum mit Tonnengewölbe. Im Westen stand auf der anderen Seite des Bachs ein 11 × 6,5 Meter großes Steinhaus, das wohl als Mönchsunterkunft gedient hatte. Es ist fast vollständig verschwunden.